# Sette punti neri
Sette punti neri è un romanzo a racconti di Cristiana Ruschi Del Punta, uscito per la prima volta nel 1980.

## Trama

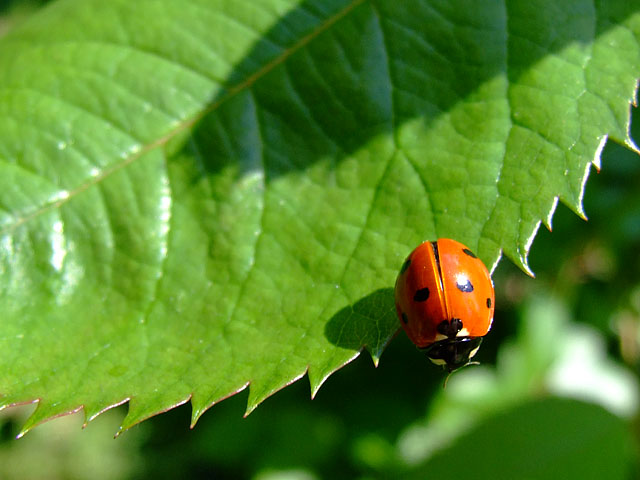
Una coccinella con i caratteristici sette punti neri sul dorso.

Il libro si compone di tre racconti successivi, la storia di Cocci, il viaggio di otto coccinelle e il viaggio al mare di due coccinelle.
La prima parte racconta le avventure vissute dalla coccinella Cocci che in un lungo viaggio dal prato, attraverso il bosco, fino alla montagna e al ritorno, incontra molti animali (Mi la formica, gli Scoiattoli, Scibà il serpente, Arcanda l'aquila, ecc.). Qu 
La seconda racconta le avventure di otto coccinelle, che conoscendo la storia di Cocci, decidono di intraprendere a loro volta un viaggio attraverso il bosco verso la montagna, dove incontrano l'aquila.
La terza storia narra le avventure di due delle otto coccinelle che intraprendono un viaggio verso un luogo sconosciuto: il mare.

## Seguiti
Nel corso degli anni sono stati aggiunti ulteriori racconti, scritti da vari autori e autrici, che vanno ad integrare la storia principale con nuovi incontri ed avventure.

## Scautismo e guidismo
Sette punti neri è il racconto su cui si basa l'Ambiente Fantastico del Bosco per la branca delle coccinelle nell'Associazione Guide e Scouts Cattolici Italiani (AGESCI) e dell'Associazione italiana guide e scouts d'Europa cattolici (FSE). Questa branca copre l'età tra i 7/8 e gli 11/12 anni, come i lupetti.

## Edizioni
- Cristiana Ruschi Del Punta, Sette punti neri, collana Tracce, Nuova Fiordaliso, 2005,  p. 242, ISBN 88-8054-762-3.